# Рентгеновские лучи (фильм)
«Рентге́новские лучи» — немой, короткометражный фильм Джорджа Альберта Смита. Съёмки проводились 6 октября 1897 года. Премьера состоялась в Великобритании в октябре 1897 года.

## Сюжет
Мужчина подсаживается на лавочке к девушке и пытается с ней познакомиться. Вдруг некто наводит на них рентгеновский аппарат, и они превращаются в скелеты. Не замечая этого, мужчина-скелет продолжает приставать к девушке-скелету, целует ей руки, пытается прижать к себе. Действие рентгеновских лучей прекращается, и герои опять превращаются в людей. Мужчина продолжает приставать к девушке и говорит ей на ухо что-то. Она резко встаёт, а он падает на колени, прося прощения. Женщина даёт мужчине пощёчину и удаляется. Мужчина остаётся рыдать на лавочке.

## В ролях
- Том Грин — профессор
- Лаура Бэйли — мисс Джордж Альберт Смит